# 2011
L'any 2011 fou un any normal començat en dissabte. En el calendari gregorià és el 2011è any de l'era comuna o de l'era cristiana, l'11è any del tercer mil·lenni i del segle xxi, i el 2n any de la dècada del 2010.
Les Nacions Unides van designar l'any 2011 com l'Any Internacional dels Boscos, l'Any Internacional de la Química, l'Any Internacional dels afrodescendents i també se l'ha designat com l'Any dels Pirineus.

## Efemèrides
Països Catalans
- 16 de març: La Viquipèdia en català celebra els seus 10 anys des que fou creada. Va ser la segona versió de la Viquipèdia en tenir algun article, després de la Viquipèdia en anglès.
- 28 de novembre: Les Festes de la Mare de Déu de la Salut d'Algemesí declarades Patrimoni Cultural Immaterial de la Humanitat per la UNESCO.

Resta del món
- 15 de gener: La Viquipèdia celebra els deu anys d'existència a la xarxa.
- 15 de febrer: La cadena de televisió quebequesa TVA compleix 50 anys de transmissions.
- 8 de març, Ciutat de Mèxic, Mèxic: s'inaugura el Museu de la Dona.[5]
- 14 i 15 de maig: Paraguai commemora 200 anys de la independència amb Espanya.
- 18 de juliol: 75è aniversari del Cop d'estat del 18 de juliol de 1936, per part de l'exèrcit, contra el govern legítim de la II República, que desembocà en la Guerra Civil espanyola.
- 2 d'agost: Es commemora el centenari del naixement de l'actor còmic mexicà Cantinflas.
- 23 d'agost - cim del K2, Himàlaia: l'austríaca Gerlinde Kaltenbrunner completa l'ascensió sense oxigen al 14è vuit mil del món.[6]
- 11 de setembre: Es commemoren deu anys dels atemptats de l'11 de setembre de 2001 als Estats Units d'Amèrica.
- 17 d'octubre, Sant Sebastià, País Basc: La Conferència Internacional de Pau demana a ETA que anunciï el cessament definitiu.[7]
- 20 d'octubre, País Basc: ETA anuncia que atura definitivament l'activitat armada.[8]
- 23 d'octubre, Van, Kurdistan turc: Un sisme de magnitud 7.2 colpeja la província de Van: mata 582 persones i en fereix milers.[9]
- 20 de desembre: Centenari de la mort de Joan Maragall i Gorina, destacat poeta, escriptor i periodista modernista català.

## Esdeveniments
Països Catalans
- 1 de gener: Escaldes-Engordany succeeix Badalona com a Capital de la Cultura Catalana.

L'any dels Pirineus és una denominació de l'any 2011, al costat dels anys internacionals de la química i dels boscos. Els dies de l'Aneto, inclosos dins l'any dels Pirineus, són el 3 i el 4 de març (3-4/03) jugant amb la seva alçada (3403 metres). L'esdeveniment està organitzat per la Comunitat de Treball dels Pirineus.
- 2 de gener, Chicago, Estats Units: es publica per darrer cop la tira de còmic Brenda Starr, Reporter, de Dale Messick.[11]
- 23 de gener, La Molina: acaba al Campionat del Món de surf de neu de 2011.
- 3 de febrer: es presenta la Fundació Catalunya Estat.
- 10 de febrer: 
  - Andorra i la Unió Europea rubriquen un acord monetari, pel qual Andorra podrà encunyar monedes d'euro andorranes.
- 13 de febrer: Pa negre rep 9 premis a la gala dels XXV Premis Goya celebrada a Madrid, entre ells el de millor pel·lícula i millor director.
- 17 de febrer: Acció Cultural del País Valencià es veu obligada a deixar d'emetre definitivament TV3 al País Valencià davant les elevades sancions imposades pel govern de Camps.
- 25 de febrer, Sant Joan les Fonts (Garrotxa): S'inaugura el Museu Alzamora de les arts gràfiques, la col·lecció privada relacionada amb la impremta més completa de l'estat espanyol.[12]
- 10 d'abril: es tanca la ronda de consultes per la independència de Catalunya amb la consulta de Barcelona, que obté una participació del 21,37% amb un 89,7% de favor a la independència.
- 1 de desembre: Creació del moviment Dona la cara per la Independència
- 17 de desembre: Pere Navarro és escollit Primer Secretari del PSC, successor de José Montilla.
- 18 de desembre, Estadi Internacional de Yokohama, Yokohama, Japó: El F. C. Barcelona guanya el seu segon Campionat del Món de Clubs de futbol guanyant 4 a 0 contra el Santos Futebol Clube.

Resta del món
- 1 de gener:
  - Estònia adopta l'euro.
  - Hongria assumeix la presidència del Consell de la Unió Europea.
- 2 de gener: Conjunció entre Júpiter i Urà.[13]
- 4 de gener: eclipsi solar parcial visible a Europa, la península aràbiga, el nord d'Àfrica i l'oest d'Àsia.
- 8 de gener: Sis persones moren en un tiroteig a Tucson (Arizona).
- 9 de gener al 15 de gener: se celebra el referèndum d'independència de Sudan del Sud.
- 10 de gener:
  - ETA decreta un alto el foc "permanent, general i verificable internacionalment".
  - Lionel Messi guanya el FIFA Pilota d'Or 2010 a Zúric; els altres dos finalistes eren Andrés Iniesta i Xavi Hernández.
- 13 de gener: l'estat de Rio de Janeiro, al Brasil, pateix unes inundacions i esllavissades que causen més de mig miler de morts.
- 15 de gener: la Viquipèdia celebra el seu desè aniversari.
- 17 de gener: se celebra la cerimònia dels III Premis Gaudí.
- 24 de gener: L'atemptat a l'Aeroport de Moscou-Domodèdovo de 2011 mata almenys 35 persones.
- 25 de gener: comencen a Egipte les protestes d'Egipte de 2011 que culminaran, després de contínues jornades, el 10 de febrer amb la dimissió del president Hosni Mubàrak, l'anunci fa esclatar l'eufòria a Egipte, malgrat que l'exèrcit pren el poder.
- 30 de gener: s'anuncien els resultats oficials del referèndum sobre la independència de Sudan del Sud del 2011: un 98,83% del cens vota a favor de la separació del Sudan del Sud.
- 15 de febrer: comença la revolta a Líbia de la Primavera Àrab
- 11 de març, Japó: El pitjor terratrèmol de la història del Japó, de 8,9 graus de magnitud, junt amb un tsunami amb onades de fins a 10 metres devasten la costa oriental del Japó, causant milers de morts.

- 18 de març: la nau espacial MESSENGER arriba a l'òrbita de Mercuri i la New Horizons creua l'òrbita d'Urà després de 5 anys de camí.
- 29 d'abril, Londres: Guillem de Gal·les i Catherine Middleton es casen a l'Abadia de Westminster. Vegeu també: Casament de Guillem de Gal·les i Catherine Middleton.
- 5 de maig: Escòcia celebra Eleccions al Parlament Escocès.[14]
- 15 de maig, Espanya: Comença el Moviment 15-M o el moviment dels Indignats, protestes ciutadanes pacífiques que reivindiquen un canvi radical en la política espanyola i la seva societat. Vegeu protestes d'Espanya de 2011–2012.
- 22 de maig: Se celebraran les eleccions municipals espanyoles de 2011 i, també, autonòmiques. Eleccions al Consell Insular de Mallorca de 2011
- 28 de maig: Es viurà al Wembley Stadium de Londres (Anglaterra) la final de la Lliga de Campions de la UEFA 2010-11.
- 1 de juny: Eclipsi solar parcial sobre l'Àrtida.[15]
- 15 de juny: Eclipsi solar total visible a Àfrica, l'Índia i l'Orient Mitjà.[16]
- 1 de juliol:
  - Polònia assumeix la presidència del Consell de la Unió Europea.
  - Eclipsi solar parcial a la costa de l'Antàrtida.
- 6 de juliol: El COI decideix que els Jocs Olímpics d'Hivern de 2018 es disputaran a la ciutat de Pyeongchang (Corea del Sud).
- 9 de juliol: El Sudan del Sud s'independitza del Sudan, segons els resultats del referèndum del gener.
- 10 de juliol: Neptú completarà la seva primera òrbita completa després de la seva descoberta el 1846[17]
- 21 de juliol: Aterra el transbordador espacial Atlantis finalitzant d'aquesta manera les missions de transbordadors espacials de la NASA de més de trenta anys.[18][19]
- 25 d'agost, Estats Units: Steve Jobs, l'home que va rescatar a Apple d'una fallida i la va convertir en l'empresa de referència, anuncia la seva dimissió al capdavant de la companyia. I mor el dia 5 d'octubre.
- setembre: publicació de Freakyforms: Your Creations, Alive!
- 20 d'octubre, País Basc: ETA anuncia que atura definitivament l'activitat armada. Aquest anunci es fa tres dies després de la celebració de la Conferència Internacional de Pau de Sant Sebastià.
- 21 d'octubre, Guaiana Francesa: Es posa en marxa el Sistema Galileo, amb alguns anys d'endarreriment, en enlairar-se el coet rus Soyuz amb els primers dos satèl·lits (d'un total de 30).
- 23 d'octubre: Se celebraran eleccions presidencials a l'Argentina, que guanyà Cristina Kirchner pel 54.11% dels vots.[20]
- 31 d'octubre, Nova York (Estats Units): la UNESCO aprova l'admissió de Palestina com a estat de ple dret a aquesta organització cultural.
- 17 de novembre: es publicarà la darrera novel·la de Carlos Ruiz Zafón: El prisionero del cielo, per l'Editorial Planeta, de Barcelona[21]
- 20 de novembre: Eleccions generals espanyoles del 2011
- 25 de novembre: Eclipsi solar parcial a l'Antàrtida.[22]
- 4 de desembre: Eleccions legislatives russes de 2011
- Es funda la formació de synthpop escocesa Chvrches.
- Festival de la Cançó d'Eurovisió Júnior 2011
- Es farà una nova definició del quilogram basada en constants universals.[23]
- S'estrena el documentals Els oblidats dels oblidats

### Cinema

| M/d   | Direcció         | Títol                             | Gènere         |
| ----- | ---------------- | --------------------------------- | -------------- |
| 09/19 | Ignacio Ferreras | Arrugues                          | animació       |
| 10/25 | Manuel Huerga    | 14 d'abril: Macià contra Companys | telefilm       |
| 05/11 | Woody Allen      | Midnight in Paris                 | com. romàntica |
| 09/23 | Nakache/Toledano | Intocable                         | com. dramàtica |

Categoria principal: Pel·lícules del 2011

### Música i ràdio
| M/d   | Artistes           | títol del disc                        | estil     |
| ----- | ------------------ | ------------------------------------- | --------- |
| 04/11 | Antònia Font       | Lamparetes                            | pop       |
| 03/15 | Manel              | 10 milles per veure una bona armadura | pop       |
| 12/12 | Rivers Cuomo       | Alone III: The Pinkerton Years        | pop       |
| 01/27 | Lana Del Rey       | Born to Die                           | pop       |
| 05/23 | Lady Gaga          | Born This Way                         | pop       |
| 12/13 | Metallica          | Beyond Magnetic (EP)                  | metal     |
| 10/31 | Lou Reed/Metallica | Lulu                                  | rock alt. |

Categoria principal: Discs del 2011
El grup tolosà Diabologum es tornà a reunir per a fer dos concerts a Poitiers i al festival Rockomotives. El grup anglés Pink Floyd publicà tots els seus discs remasteritzats en una caixa.

### Premis Nobel
| Camp                  | Guardonats                                               |
| --------------------- | -------------------------------------------------------- |
| Física                | - Saul Perlmutter - Adam G. Riess - Brian P. Schmidt     |
| Química               | - Dan Shechtmann                                         |
| Medicina o Fisiologia | - Bruce Beutler - Jules A. Hoffmann - Ralph M. Steinman  |
| Literatura            | - Tomas Tranströmer                                      |
| Pau                   | - Ellen Johnson Sirleaf - Leymah Gbowee - Tawakul Karman |
| Economia              | - Thomas J. Sargent - Christopher A. Sims                |

## Necrològiques
| M/d   | Nom                      | Activitat       | Origen      | E  |
| ----- | ------------------------ | --------------- | ----------- | -- |
| 12/31 | Francesc Abel i Fabre    | metge           | badaloní    | 78 |
| 11/06 | Joan Agut i Rico         | escriptor       | barceloní   | 76 |
| 11/17 | Enric Garriga i Trullols | occitaniste     | barceloní   | 89 |
| 05/18 | Seiseki Abe              | cal·lígraf      | japonés     | 96 |
| 12/07 | Jerry Robinson           | autor de còmics | novaiorqués | 89 |

Categoria principal: Morts el 2011
Entre les morts destacades de l'any hi ha la de l'actor Peter Falk, la cantant Cesária Évora, el dibuixant Josep Sanchis, l'empresari Steve Jobs, els músics Ia Clua i Gary Moore, el pintor Lucian Freud, el poeta Salvador Iborra, el polític Václav Havel o el terrorista Ossama bin Laden
Països Catalans
- 2 de gener - Sant Llorenç de Morunys, Solsonès: Manuel Riu i Riu, historiador català (n. 1929).
- 5 de gener, Barcelona: Gabriel Cardona Escanero, historiador, escriptor i militar menorquí.
- 7 de gener, València: Joan Piquer i Simón, director de cinema valencià.
- 8 de gener, Barcelona: Ángel Pedraza Lamilla, futbolista i entrenador de futbol català.
- 12 de gener, Barcelona: Núria Llimona i Raymat, pintora catalana (n. 1917).[24]
- 13 de gener, València: Joaquín Colomer Sala, polític valencià, rector de la Universitat de València i conseller de Sanitat de la Generalitat Valenciana.
- 16 de gener: Augusto Algueró, compositor i director d'orquestra espanyol.
- 26 de gener, 
  - Albatera, Baix Segura: Manuel Berná García, compositor i director d'orquestra valencià.
  - Roma: Maria Mercader, actriu catalana de cinema i teatre (n. 1918).[25]
- 29 de gener, Alacant: José Llopis Corona, futbolista valencià.
- 13 de febrer, Sant Sebastià, País Basc: Roser Llop Florí, jugadora de basquetbol catalana (n. 1961).[26]
- 16 de febrer:
  - Argelers, Rosselló: Jordi Barre, cantautor català.
  - Singapur: Santi Santamaria, cuiner català.
- 22 de febrer, Barcelona: Joan Colomines i Puig, metge, escriptor i polític català.
- 24 de febrer, Barcelona: Carmina Pleyan i Cerdà, lingüista catalana (n. 1917).[27]
- 3 de març, Barcelona: Pep Torrents, actor català de teatre, televisió i cinema, director i actor de doblatge.
- 12 de març, Barcelona: Jordi Serrat i Gallart, actor de teatre, televisió, cine i doblatge català.
- 15 de març, València: Maria Beneyto i Cuñat, poetessa valenciana (n. 1925).[28]
- 16 de març, Barcelona: Jordi Teixidor i Martínez, dramaturg català (n. 1939).[29]
- 17 de març, Barcelona: Oriol Regàs i Pagès, promotor cultural, aventurer i empresari català (n. 1936).
- 20 de març, Barcelona: Flora Cadena Senallé, pionera del turisme de muntanya als Pirineus.[30]
- 22 de març, Barcelona: Maria Vilardell i Viñas, pianista i promotora musical catalana, Creu de Sant Jordi (n. 1922).[31]
- 30 de març, Barcelona: Júlia Coromines i Vigneaux, metgessa i psicoanalista catalana (n. 1910).[32]
- 8 d'abril, Barcelona: Alfred Lucchetti i Farré, actor català (n. 1934).[33]
- 28 d'abril, Barcelona: Isabel Solsona i Duran, poetessa i traductora catalana (n. 1913).[34]
- 23 de maig, Monachil, Província de Granada: Xavier Tondo i Volpini, ciclista vallenc.
- 13 de juny, Barcelona: Valerie Powles, mestra i activista veïnal anglesa instal·lada al Poble-sec de Barcelona (n. 1950).[35]
- 19 de juny, Lleida: Víctor Torres, polític català (n. 1915).
- 30 de juny - Inca, Mallorca: Alexandre Ballester Moragues, escriptor i dramaturg mallorquí.
- 6 de juliol, Quart, Gironès: Miquel Pairolí i Sarrà, escriptor, crític literari i periodista català (n. 1955).[36]
- 19 de juliol, Barcelona: Carles Sentís, periodista, escriptor i polític català (n. 1911).
- 23 de juliol, Barcelona: Joan Vernet i Ginés, arabista català.
- 26 de juliol, Cornellà de Llobregat, Baix Llobregat: Vicenç Badenes, periodista, activista social, un dels pioners d'Internet a Catalunya i impulsor de la democratització de les noves tecnologies com a eina de desenvolupament social. Va crear i dirigir el CitiLab de Cornellà (n. 1957).
- 1 d'agost, Barcelonaː Concha Alós, escriptora valenciana en llengua castellana (n. 1926).[37]
- 8 d'agost, Palma: Bartomeu Fiol i Móra, empresari i poeta mallorquí (n. 1933).
- 15 d'agost, Barcelona: Joaquim Maluquer i Sostres, sociòleg i ornitòleg català, Creu de Sant Jordi el 1996 (n. 1930).
- 27 d'agost, Barcelona: Heribert Barrera, químic i polític barceloní. membre d'Òmnium Cultural, activista independentista i president del Parlament de Catalunya.
- 3 de setembre, Vilafortuny, Cambrils: Júlia Bonet Fité, empresària andorrana (n. 1922).[38]
- 9 de setembre, Barcelona: Josep Termes Ardèvol, historiador català (m. 1936).
- 15 de setembre, Madrid: Jordi Dauder i Guardiola, actor, escriptor i poeta català.[39]
- 23 de setembre, Barcelona: Maria Teresa Batlle i Fabregat, soprano lírica catalana (n. 1926).[40]
- 30 de setembre, Barcelona: Pilar Barril, jugadora de tennis, onze cops campiona de Catalunya i vint-i-un campiona d'Espanya (n. 1931).[41]
- 5 d'octubre, Cambrils: Josep Salceda i Castells, cronista oficial de la vila de Cambrils (n. 1923).
- 8 d'octubre, Llavaneres: Sunsi Móra, professora que ha donat nom a l'institut de Canet de Mar (n. 1958).[42]
- 19 d'octubre, Barcelona: Roser Bofill i Portabella, periodista catalana, pionera en el periodisme religiós (n. 1931).[43]
- 14 de novembre, Barcelona: Josep Pernau i Riu, periodista català (n. 1930).
- 23 de novembre, Bellaterra: Montserrat Figueras. soprano catalana, especialitzada en música antiga.[44]
- 25 de novembre, Igualada: Maria Teresa Sàbat i Salinas, mecenes catalanista i fundadora de l'Editorial Alcides.[45]
- 16 de desembre, Múrcia: Rosa Maria Esbert i Alemany, geòloga catalana, pionera en l'estudi del «mal de la pedra» (n. 1941).[46]
- Girona, Antoni Creus Solé, enginyer.
- Enric Cormenzana Bardas, pintor, dibuixant i gravador

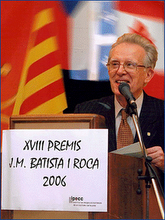
E. Garriga Trullols
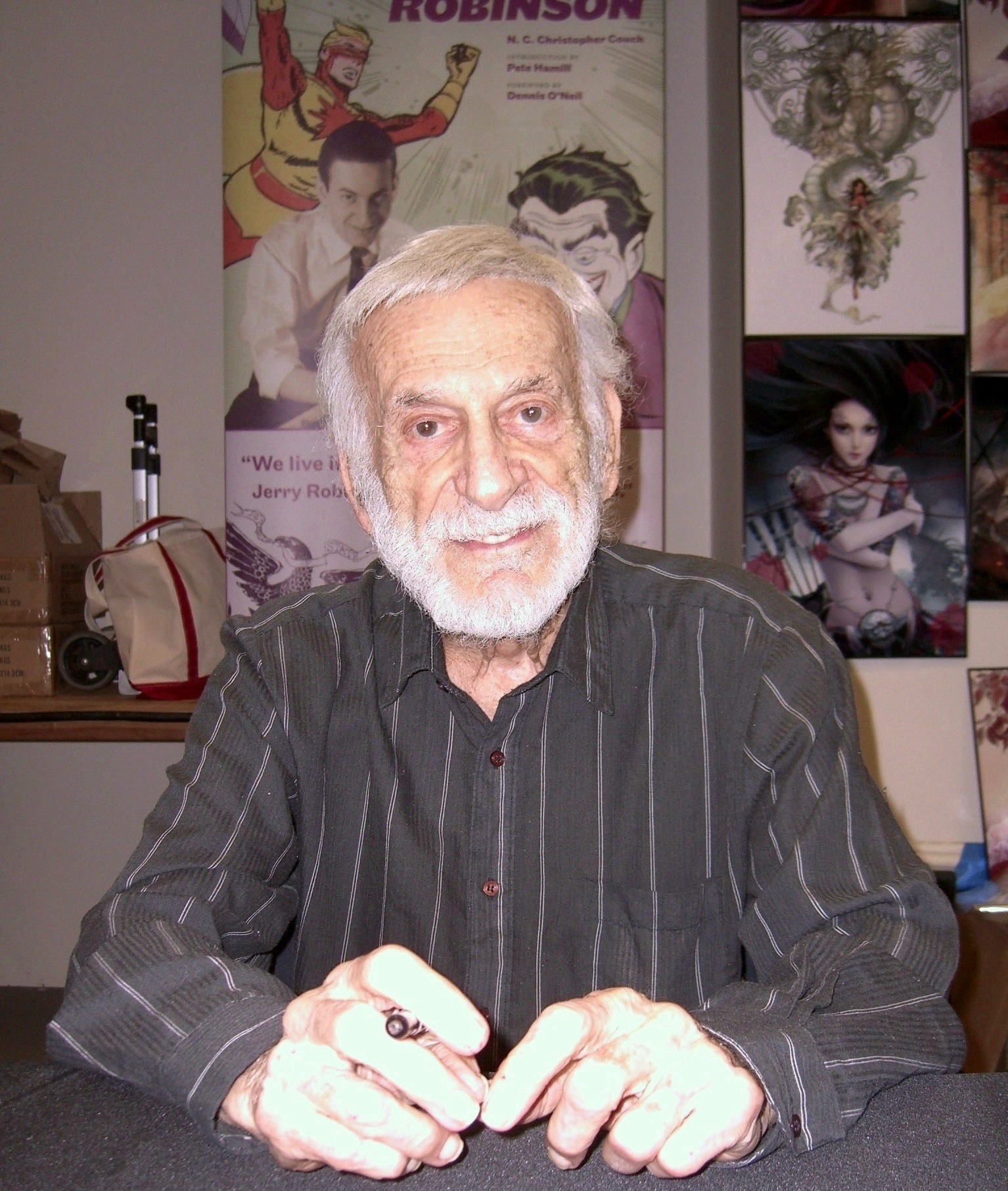
Jerry Robinson

Resta del món
- 2 de gener, Shrewsbury, Shropshire, Anglaterra, Regne Unit: Pete Postlethwaite, actor de teatre, cinema i televisió anglès.
- 9 de gener, Concord, Massachusetts (EUA): Har Gobind Khorana, biòleg molecular estatunidenc d'origen indi, Premi Nobel de Medicina o Fisiologia de l'any 1968 (n. 1922).
- 18 de gener: Sargent Shriver, activista i polític estatunidenc.[47]
- 21 de gener, Milà: David Martínez Madero, fiscal català, director de l'Oficina Antifrau de Catalunya.[48]
- 28 de gener, Aberteifi (Gal·les): Margaret Price, soprano gal·lesa (n. 1941).[49]
- 29 de gener - Princeton, Nova Jersey: Milton Babbitt, compositor estatunidenc (n. 1916).[50]
- 30 de gener, Glen Cove: John Barry, compositor de música cinematogràfic anglès.
- 3 de febrer - París: Maria Schneider, actriu francesa (n. 1952).[51]
- 6 de febrer - París: Andrée Chedid, escriptora francesa d'origen cristià libanès (n. 1920).[52]
- 23 de febrer, Nottingham, Regne Unit: Robert Brian Tate, catalanista irlandès.
- 28 de febrer - 
  - París: Annie Girardot: va ser una actriu cinematogràfica i teatral francesa (n. 1931).[53]
  - Santa Maria, Califòrnia (EUA): Jane Russell, actriu estatunidenca.[54]
- 2 de març, Madrid, Espanya: Enrique Curiel, polític i politòleg espanyol.
- 13 de març, Bülach: Grete Kellenberger-Gujer, biòloga molecular suïssa (n. 1919).[55]
- 15 de març, Long Beach, Califòrnia: Nate Dogg, cantant americà.[56]
- 16 de març, Mazcuerras, Cantàbria: Josefina Aldecoa, escriptora espanyola (n. 1926).[57]
- 21 de març, Vladímir, Rússia: Nikolai Andriànov, gimnasta rus.
- 23 de març, Los Angeles: Elizabeth Taylor, actriu americana.[58]
- 26 de març, Boston (EUA): Geraldine Ferraro, política estatunidenca, primera dona a optar a la vicepresidència (n. 1935).[59]
- 19 d'abril, Oslo: Grete Waitz, atleta noruega de marató, cross i cursa de fons, 5 cops campiona del món i medallista olímpica (n. 1953).[60]
- 21 d'abril, Columbus, Nebraska (EUA): Max Mathews, músic estatunidenc pioner al món de la música generada per ordinador (n. 1926)
- 25 d'abril, Villarrobledo, Albacete: Maria Isbert, actriu espanyola (n. 1917).[61]
- 29 d'abril, Tucson: Joanna Russ, escriptora i activista feminista radical (n. 1937).[62]
- 2 de maig, - Abbottabad, Pakistan: Ossama bin Laden, fundador i líder de l'organització gihadista sunnita al-Qaida assassinat per un comando de tropes estatunidenques (n. 1957).[63]
- 7 de maig, Pedreña, Cantàbria: Severiano Ballesteros, golfista espanyol.
- 9 de maig, La Paz: Lidia Gueiler Tejada, política boliviana, presidenta interina de Bolívia entre 1979 i 1980 (n. 1921).[64]
- 14 de maig, Lund: Birgitta Trotzig, escriptora sueca, membre de l'Acadèmia Sueca des de 1993 (n. 1929).[65]
- 23 de maig, Zúric, Suïssa: Elisabeth Eidenbenz, filantropa suïssa, creadora de la Maternitat d'Elna (n. 1913).[66]
- 25 de maig, Ciutat de Mèxic: Leonora Carrington, pintora, escultora, escriptora, dramaturga i escenògrafa surrealista (n. 1917).[67]
- 30 de maig, Nova York, EUA: Rosalyn Yalow, física i professora universitària, Premi Nobel de Medicina o Fisiologia de 1977 (n. 1921).[68]
- 2 de juny, São Paulo (Brasil): Itamar Franco, polític brasiler. Fou President del Brasil entre el 2 d'octubre de 1992 i 1 de gener de 1995 (n. 1930).[69]
- 7 de juny, París, França: Jorge Semprún Maura fou un escriptor, polític i guionista cinematogràfic espanyol (n. 1923).[70]
- 9 de juny, Winterthur: Aida Stucki, violinista i professora suïssa de gran renom internacional (n. 1921).[71]
- 11 de juny, Madridː Marina Vega de la Iglesia, lluitadora antifranquista amb la Resistència Francesa (n. 1923).[72]
- 17 de juny: David Brockhoff, jugador de rugbi, entrenador, administrador i home de negocis australià.
- 18 de juny: 
  - Boston, Massachusetts: Ielena Bónner, activista pels drets humans a la URSS i a Rússia, dona d'Andrei Sàkharov (n.1923).[73]
  - Florida (EUA): Clarence Clemons, saxofonista nord-americà. Membre de la E Street Band (n. 1942).[74]
- 14 de juliol, Nairobi (Kenya): Dekha Ibrahim Abdi, activista de pau kenyana (n. 1964.[75]
- 20 de juliol, Londres (Anglaterra): Lucian Freud, pintor realista alemany.[76]
- 23 de juliol, Londres: Amy Winehouse, cantant i compositora britànica d'estil soul (n. 1983).[77]
- 27 de juliol, Neuchâtel, (Suïssa): Agota Kristof (en hongarès Kristóf Ágota),escriptora hongaresa, que va viure a Suïssa i escrivia en francès (n. 1935).[78]
- 31 de juliol - Rosario: Ana María Zeno, metgessa, professora, ginecòloga, sexòloga argentina, pionera de la contracepció (n. 1922).[79]
- 6 d'agost, Ciutat Quezón, Filipines: Fe del Mundo, pediatra filipina, fundadora del primer hospital pediàtric de les Filipines (n. 1911).[80]
- 10 de setembre, Nova York, EUA: Cliff Robertson, actor, guionista, director i productor estatunidenc. (n. 1925).
- 13 de setembre - Londres, Regne Unit: Richard Hamilton, pintor, gravador i fotògraf britànic, pioner de l'art pop a Anglaterra (n. 1922).[81]
- 25 de setembre - Nairobi, Kenya: Wangari Maathai, activista política i ecologista, Premi Nobel de la Pau l'any 2004 (n. 1940).[82]
- 29 de setembre - Ámsterdam, Països Baixos: Hella S. Haasse, escriptora neerlandesa (n. 1918).[83]
- 5 d'octubre, Los Angeles, Califòrnia, EUA: Steve Jobs, cofundador de la companyia tecnològica Apple, de la companyia d'ordinadors NeXT i responsable dels estudis d'animació cinematogràfica Pixar. Màxim responsable de la creació, entre d'altres, dels reproductors MP3 iPod, dels mòbils iPhone i dels tablet PC iPad (n. 1955).[84]
- 20 d'octubre, Sirte, Líbia: Moammar al-Gaddafi, dictador libi i líder de la Gran Jamahiriya Àrab Líbia Popular i Socialista (1969 -2011)
- 23 d'octubre: Mort de Marco Simoncelli, pilot de moto GP, després de ser envestit per dues motos en una caiguda. El cop va ser tan fort que fins i tot el casc li va sortir volant i una de les motos li va passar per sobre del coll.
- 4 de novembre, Wayland, Massachusetts (EUA): Norman Foster Ramsey, físic estatunidenc, Premi Nobel de Física de l'any 1989 (n. 1915).
- 12 de novembre, Madrid: María Jesús Valdés, actriu espanyola (n. 1927).[85]
- 13 de novembre, Madrid: Esperanza Pérez de Labrador, militant argentina pels drets humans, membre de Madres de Plaza de Mayo[86]
- 22 de novembre, Augsburg, Alemanya: Sena Jurinac, soprano croatobosniana nacionalitzada austríaca (n. 1921).[87]
- 1 de desembre, Berlín: Christa Wolf, novel·lista i assagista alemanya.[88]
- 5 de desembre, Lewin Kłodzki, B. Silèsia, Polònia: Violetta Villas, cantant, compositora, lletrista, actriu de teatre i cinema (n.1938).[89]
- 13 de desembre, Londres, Anglaterra: Richard Hamilton, pintor, gravador i fotògraf britànic, pioner de l'art pop a Anglaterra (n. 1922).
- 17 de desembre, 
  - São Vicente, Cap Verd: Cesária Évora, cantant de Cap Verd, reconeguda a nivell internacional (n. 1941).[90]
  - Pyongyang, Corea del Nord: Kim Jong-il, líder de facto de la República Popular Democràtica de Corea (n. 1942).[91]
- 18 de desembre, Hrádeček, Vlčice (República Txeca): Václav Havel, escriptor i polític txec, President de la República Txeca (1993-2003), Premi Internacional Catalunya 1995 (n. 1936).
- 27 de desembre, Greenbrae, Califòrnia: Anne Tyng, arquitecta estatunidenca (n. 1920).[92]

## Altres
- Tallinn i Turku seran les Capitals Europees de la Cultura.

## 2011 en la ficció especulativa
L'argument del videojoc de simulació de vol Strike Commander (1993) té lloc en 2011.